# Légende de Jean l'Inversé
 (juillet 2025).
Pour plus de détails, voir Fiche technique et Distribution.
Légende de Jean l'Inversé est un court métrage belge réalisé par Philippe Lamensch et sorti en 2008.

## Synopsis
Jean naît avec des pieds à l'envers. Ses parents, commerçants de province, qui tiennent la normalité pour vertu cardinale, en sont contrariés. Début d'une burlesque et cruelle mise aux normes, sous le bistouri expert d'un orthopédiste zélé de la Capitale.

## Fiche technique
- Titre : Légende de Jean l'Inversé
- Réalisation : Philippe Lamensch, Françoise Duelz
- Scénario : Philippe Lamensch
- Décors : Luc Noël
- Costumes : Anne Fournier
- Photographie : C.L. Zvonock
- Musique : Jean-Louis Rassinfosse
- Montage : Dominique Lefever
- Production : Catherine Burniaux
- Société de production : Stromboli Pictures
- Pays d'origine : Belgique
- Langue originale : français
- Genre : Court métrage - Comédie fantastique
- Durée : 18 min

## Distribution
- Christelle Cornil : la mère
- Cédric Eeckhout : Jean adulte
- Éric Godon : le médecin
- Christophe Lambert : le père
- Fabrizio Rongione : le narrateur
- Jean-Louis Sbille :
- Jean-Michel Vovk :

## Prix et récompenses
Le film a remporté des prix dans plusieurs festivals, notamment aux : 
- Festival international du film francophone de Namur : prix du meilleur court métrage en compétition nationale
- Festival international du film fantastique de Bruxelles : prix de la SACD
- FILMETS Badalona Film Festival (Barcelone) : prix spécial du jury
- UNLIMITED European Short Film Festival Cologne,Allemagne : premier prix
- Ecu, European Short Film Festival, Paris, France : Best Edition Award